# Zelandoptila moselyi
Zelandoptila moselyi är en nattsländeart som beskrevs av Tillyard 1924. Zelandoptila moselyi ingår i släktet Zelandoptila och familjen tunnelnattsländor. Inga underarter finns listade i Catalogue of Life.